# August Sabbe
 (avril 2023).
La mise en forme du texte ne suit pas les recommandations de Wikipédia : il faut le « wikifier ».
Les points d'amélioration suivants sont les cas les plus fréquents. Le détail des points à revoir est peut-être précisé sur la page de discussion.
- Les titres sont pré-formatés par le logiciel. Ils ne sont ni en capitales, ni en gras.
- Le texte ne doit pas être écrit en capitales (les noms de famille non plus), ni en gras, ni en italique, ni en « petit »…
- Le gras n'est utilisé que pour surligner le titre de l'article dans l'introduction, une seule fois.
- L'italique est rarement utilisé : mots en langue étrangère, titres d'œuvres, noms de bateaux, etc.
- Les citations ne sont pas en italique mais en corps de texte normal. Elles sont entourées par des guillemets français : « et ».
- Les listes à puces sont à éviter, des paragraphes rédigés étant largement préférés. Les tableaux sont à réserver à la présentation de données structurées (résultats, etc.).
- Les appels de note de bas de page (petits chiffres en exposant, introduits par l'outil «  Source ») sont à placer entre la fin de phrase et le point final[comme ça].
- Les liens internes (vers d'autres articles de Wikipédia) sont à choisir avec parcimonie. Créez des liens vers des articles approfondissant le sujet. Les termes génériques sans rapport avec le sujet sont à éviter, ainsi que les répétitions de liens vers un même terme.
- Les liens externes sont à placer uniquement dans une section « Liens externes », à la fin de l'article. Ces liens sont à choisir avec parcimonie suivant les règles définies. Si un lien sert de source à l'article, son insertion dans le texte est à faire par les notes de bas de page.
- La présentation des références doit suivre les conventions bibliographiques. Il est recommandé d'utiliser les modèles {{Ouvrage}}, {{Chapitre}}, {{Article}}, {{Lien web}} et/ou {{Bibliographie}}. Le mode d'édition visuel peut mettre en forme automatiquement les références.
- Insérer une infobox (cadre d'informations à droite) n'est pas obligatoire pour parachever la mise en page.

Pour une aide détaillée, merci de consulter Aide:Wikification.
Si vous pensez que ces points ont été résolus, vous pouvez retirer ce bandeau et améliorer la mise en forme d'un autre article.

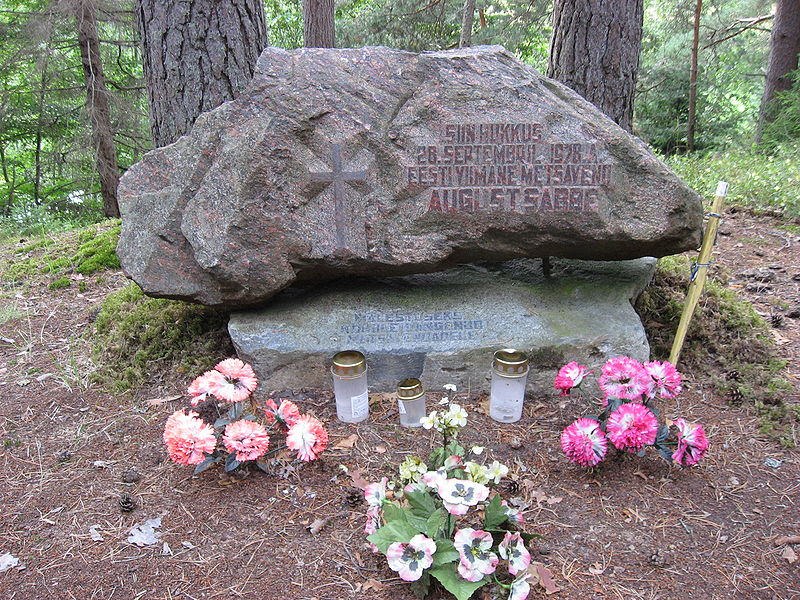
Monument à la mémoire d'August Sabbe, au bord de la rivière Võhandu, dans laquelle il s'est noyé, à proximité de son village Paidra, en Estonie, érigé en 2002. Il porte l'inscription :
Ici est mort noyé le 28 septembre 1978, le dernier combattant estonien membre des Frères de la Forêt, Auguste Sabbe

August Sabbe (1er septembre 1909 - 27 ou 28 septembre  1978) était le dernier survivant des Frères de la forêt, un groupe de citoyens estoniens, lettons et lituaniens ayant combattu l'occupation soviétique de leurs trois nations respectives à partir de 1940 - c'est-à-dire avant l'occupation allemande en 1944 jusqu'à la fin de la guerre.
Sabbe s'est caché durant dans les forêts d'Estonie, vivant de chasse et de cueillette comme les autres Frères de la Forêt.
Initialement, en 1940, il a une trentaine d'années et son objectif est de se soustraire au recrutement de force dans l'Armée Rouge ayant envahi son pays.
Ensuite, pendant l'occupation nazie, de 1944 à 1945, son objectif était de se soustraire à l'enrôlement de force dans l'Armée Nazie.
Après la 2ème (en français : 2e ou 2de) Guerre mondiale, ses liens avec les Frères de la Foret ayant été repérés, les Russes tentèrent de le recruter pour neutraliser ces résistants anti-communistes. C'est pourquoi Sabbe choisit d'entrer dans la clandestinité à leurs cotés. Et cela dura 33 ans de plus.
En 1978, à l'âge de 69 ans, Sabbe a été surpris en train de pêcher près de son lieu de naissance de Paidra, paroisse de Lasva dans le sud-est de l'Estonie par deux agents du KGB se faisant passer pour des pêcheurs. Ce n'est qu'en engageant la conversation avec lui qu'ils comprirent qu'il était l'homme qu'ils recherchaient. Lorsqu'ils ont tenté de l'arrêter, il a sauté dans la rivière Võhandu et s'est noyé accidentellement ou s'est délibérément coincé sous une bûche submergée. Le KGB, qui a pris des photos avant et après la tentative d'arrestation, a soutenu que Sabbe s'était noyé en tentant de s'échapper. Mais certains auteurs font observer que la rivière est étroite, lente et peu profonde à cet endroit, donc un endroit peu probable pour une noyade accidentelle, et que le champ ouvert sur la rive opposée et les méandres de la rivière ne donnaient à un homme âgé aucun endroit où échapper à deux poursuivants plus jeunes et en bonne forme physique. En revanche, le code de conduite des Frères de la Forêt et la rapidité de la réaction de Sabbe suggèrent que ce dernier était déterminé à ne pas être pris vivant.
Un monument dédié à Sabbe se dresse dans une pinède surplombant le site de sa mort. Il est situé juste à l'ouest de la route 65 entre Leevi et Tsolgo, presque exactement à la frontière entre les comtés de Põlva et Võru.